# Tommy Flórez
Tommy Florez (Manizales, 2 de junio de 1980) es un presentador y locutor colombiano. 

## Trayectoria
Inició su vida laboral en la emisora Candela Stereo en la ciudad de Cartago (Valle del Cauca) en el año 1997. En Colombia hizo parte de las cadenas de Radiodifusión, RCN Radio y Caracol Radio.
Fue locutor en diferentes emisoras, entre las más importantes se encuentran: La Mega, Rumba Estéreo, La FM y como director y programador en Tropicana en el año 2011.
Como locutor comercial o voice-over identificó campañas publicitarias para: Movistar, Motorola, Terra Networks, Discovery en Español, entre otras.  

## Televisión
Como presentador hizo parte del programa Cool Play de la franja Play Tv del Canal 13 (Colombia). En 2015 inicia su experiencia internacional, en la ciudad de Denver, Colorado en el segmento Denver live para el noticiero local de Univision. 

## Actualidad
Trabaja como presentador para el canal nacional de entretenimiento, Xfinity Latino Entertainment Channel de Comcast, en donde destaca contenidos para la comunidad latina en Estados Unidos.